# Rovákja-patak
A Rovákja-patak Lovasberénytől északkeletre ered, Fejér vármegyében. A patak forrásától kezdve délnyugati irányban halad, majd Pátkánál eléri a Pátkai-víztározót.
A Rovákja-patak vízgazdálkodási szempontból az Észak-Mezőföld és Keleti-Bakony Vízgyűjtő-tervezési alegység működési területéhez tartozik.

## Part menti települések
- Lovasberény
- Pátka